# دینش‌دیاش
دیِنِش‌دیاش (به مجاری:  Gyenesdiás) یک شهرداری در مجارستان است که در ناحیه کست‌هی واقع شده‌است. دیِنِش‌دیاش ۱۸٫۵۰ کیلومتر مربع مساحت و ۳٬۶۶۷ نفر جمعیت دارد.